# Bun de tip încredere
Bun de tip încredere este termenul folosit în economie pentru a desemna un bun al cărui impact asupra utilității este dificil sau chiar imposibil de stabilit de către un consumator. Câștigul sau pierderea în utilitate, după ce s-a consumat din bunurile de tip încredere este dificil de măsurat spre deosebire de bunurile de tip experiență. Comercianții acestor tipuri de bunuri cunosc impactul utilității bunului, creând astfel o situație de informație asimetrică (doar o parte este bine informată, în acest caz comercianții) . 

## Exemple de bunuri de tip încredere
- Vitamine
- Educație